# Chari

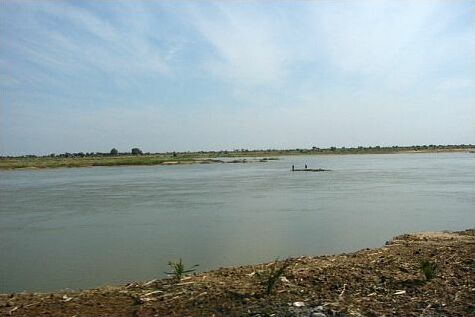
Veduta dello Chari.

Lo Chari (nella grafia francese) o Shari (nella grafia inglese), in italiano Sciari, è un fiume africano lungo 1400 km, principale immissario del lago Ciad.

## Descrizione
I suoi rami sorgentiferi provengono in parte dal Darfur, dalla dorsale degli Azande e dal massiccio dell'Adamaoua. I suoi principali affluenti sono il Bahr Salamat/Bahr Azoum, il Bahr Aouk, il Logone e l'Ouham. Il suo bacino idrografico, noto anche come bacino Chari-Logone, copre la maggior parte del settore meridionale del bacino del Ciad. Nel suo bacino idrografico o in quello dei suoi affluenti si trovano il lago Iro, il Mare de Tizi e i parchi nazionali di Zakouma, André-Félix, Bamingui-Bangoran e Manovo-Gounda St Floris, quest'ultimo patrimonio dell'umanità dell'UNESCO.
Nel loro percorso attraverso il bacino del Ciad meridionale, il Bahr Azoum e il Bahr Salamat attraversano una pianura che inondano ampiamente durante la stagione delle piogge, quando imperversa il monsone dell'Africa occidentale. Questa pianura alluvionale, sotto il nome di Plaines d'inondation des Bahr Aouk et Salamat (49.222 km²), è stata dichiarata zona umida di importanza internazionale e posta sotto la protezione della Convenzione di Ramsar. È la terza area protetta più grande del mondo ai termini della Convenzione di Ramsar.
Dalla confluenza tra Bahr Salamat, Bahr Azoum e Ouham nei pressi di Sarh, il fiume prende il nome di Chari e scorre generalmente in direzione nord-ovest. Oltrepassa quindi il parco nazionale di Manda e a Miltou si diparte da esso il Bahr Erguig, che attraversa l'importante zona umida della Plaine de Massenya prima di riunirsi con lo Chari 400 km a valle.
A N'Djamena lo Chari si unisce al suo affluente più importante, il Logone, lungo 960 km. Il fiume forma quindi il confine con il Camerun e si getta un po' più a nord nel lago Ciad.
Circa 97 km ad est del delta dello Chari, a 285 m sul livello del mare, si trova la soglia del lago Ciad, dove inizia il talweg dello uadi Bahr el-Ghazal, canale di deflusso del lago, che prosegue in direzione generale nord/nord-est fino al punto più profondo del bacino del Ciad, la depressione del Bodélé. Quando lo Chari riempie il lago Ciad fino a oltrepassare la soglia, negli anni caratterizzati da forti piogge, il Bahr el-Ghazal diviene una sorta di prolungamento dello Chari. Le ultime volte questo è accaduto nel 1962 e 1964, quando l'acqua penetrò per 50 km nel Bahr el-Ghazal.
Lo Chari è importante per la locale industria ittica: una delle specie più rinomate è la perca del Nilo.

## Idrologia
La portata del fiume è stata monitorata per 58 anni (1933-91). Le misurazioni venivano effettuate a N'Djamena, la capitale del Ciad, non lontano dalla foce dello Chari nel lago Ciad. La portata media annua durante questo periodo è stata di 1059 m³/s, alimentata da un bacino idrografico di circa 600.000 km².
Lo Chari è un fiume imponente, ma scorre in modo molto irregolare, come la maggior parte dei fiumi della regione. Durante il periodo di osservazione di 58 anni sono state registrate una portata minima di 8 m³/s (quasi completamente in secca) e una massima di 4846 m³/s.

## Importanza culturale
Il fiume è menzionato nel testo dell'inno nazionale del Camerun.